# Era digitale
Era digitale è un singolo della cantante Silvia Salemi presentato per la prima volta il 2 marzo 2019, nell'ultima puntata del programma televisivo Ora o mai più, dedicato agli inediti dei concorrenti.
Il singolo, arrangiato da Francesco Tosoni e pubblicato su etichetta Noise Symphony, è disponibile su YouTube dallo stesso 2 marzo, mentre il videoclip ufficiale viene pubblicato il 13 dello stesso mese. La canzone è inserita anche nella compilation Ora o mai più - 2019.